# Microcyclephaeria palmicola
Microcyclephaeria palmicola är en svampart som först beskrevs av Hans Sydow, och fick sitt nu gällande namn av Bat. & H. Maia ex Bat. 1958. Microcyclephaeria palmicola ingår i släktet Microcyclephaeria, divisionen sporsäcksvampar och riket svampar.   Inga underarter finns listade i Catalogue of Life.